# Niszczyciele typu L/M
Niszczyciele typów L i M – seria 16 brytyjskich dużych niszczycieli okresu II wojny światowej, należących do dwóch takich samych typów: L i M (po 8 okrętów). Służyły od 1940 roku do lat 50. w Wielkiej Brytanii, następnie do 1972 w Turcji. Jeden okręt, ORP „Orkan”, służył podczas wojny w Polskiej Marynarce Wojennej.

## Historia
Niszczyciele typów L i M stanowiły ostatni przedwojenny typ brytyjskich dużych niszczycieli, po typach Tribal i J (inaczej J/K/N). Przewidywano je do roli osłony zespołów floty, dlatego miały dysponować uniwersalną artylerią i odpowiednio dużą przewagą prędkości nad nowymi pancernikami (rozpatrywano m.in. projekt wielkiego niszczyciela o wyporności 3200 t, prędkości 42 w i uzbrojeniu w 6 dział 133 mm, lecz zdecydowano się na bardziej konwencjonalny wariant będący rozwinięciem istniejących niszczycieli). Nowe okręty ostatecznie oparto na konstrukcji udanego typu J, jedynie nieco powiększono rozmiary kadłuba i moc siłowni. Największą zmianą było zastosowanie po raz pierwszy na niszczycielach brytyjskich uniwersalnej artylerii głównej w postaci sześciu dział 120 mm nowej konstrukcji w trzech zamkniętych wieżach. Do opracowania dokumentacji projektowej przystąpiono w kwietniu 1938 roku.
Serię 8 niszczycieli typu L (jedną flotyllę) zamówiono w ramach programu budowy z 1937 roku (wraz z okrętami typu K), a następnie zamówiono serię 8 niszczycieli typu M w ramach programu z 1939 roku. Budowę 6 pierwszych rozpoczęto w 1938 roku, pozostałych 2 typu L i 4 typu M w 1939, dalszych 4 typu M w 1940. 
Budowa serii jednak znacznie się przeciągała, głównie z powodu przedłużających się prac nad dopracowaniem i produkcją głównego uzbrojenia. Dlatego też cztery pierwsze niszczyciele („Gurkha”, „Lance”, „Legion” i „Lively”) ukończono ostatecznie ze zmienionym uzbrojeniem w postaci 8 dział uniwersalnych 102 mm i weszły one do służby między grudniem 1940 a lipcem 1941. Pozostałe okręty, z pierwotnym uzbrojeniem, wchodziły do służby od maja 1941 do końca 1942, z wyjątkiem ostatniego „Mahratta”, który wszedł do służby dopiero w kwietniu 1943 (jego budowa opóźniła się z powodu zniszczenia okrętu przez nalot w stoczni w maju 1941). Ogółem, jeden okręt wszedł do służby w 1940, 6 w 1941, 8 w 1942 i 1 w 1943. Okręty nosiły, zgodnie z tradycją brytyjską, nazwy rozpoczynające się na literę będącą oznaczeniem typu, z wyjątkiem „Gurkha” nazwanego po zatopionym niszczycielu typu Tribal. Jako okręty flagowe flotylli wyposażono „Laforey” i „Milne”. Koszt budowy całkowity wynosił ok. 659 512 funtów („Milne”) (bez uzbrojenia i wyposażenia łączności od 440 000 £ do 462 000 £).

## Okręty
Stocznie:
- Cammell Laird w Birkenhead (Cammel)
- Yarrow w Glasgow
- R. and W. Hawthorn, Leslie and Company w Newcastle (Hawthorn)
- Scotts w Greenock
- Fairfield Shipbuilding and Engineering Company w Govan (Fairfield)
- Alex Stephens w Govan (Stephens)
- Parsons Marine Steam Turbine Company (kadłuby budowane przez Vickers-Armstrong w Newcastle)
- Vickers Armstrong w Newcastle-on-Tyne (Vickers)

| Nazwa (nr taktyczny)                  | Położenie stępki, stocznia | Data wodowania | Wejście do służby | Los                                           |
| Typ L                                 | Typ L                      | Typ L          | Typ L             | Typ L                                         |
| ------------------------------------- | -------------------------- | -------------- | ----------------- | --------------------------------------------- |
| Uzbrojenie zmodyfikowane (8 x 102 mm) |                            |                |                   |                                               |
| Legion (G74)                          | 01. 11. 1938, Hawthorn     | 26. 12. 1939   | 19. 12. 1940      | zatopiony 26. 03. 1942                        |
| Gurkha * (G63)                        | 18. 10. 1938, Cammel       | 08. 07. 1940   | 18. 02. 1941      | zatopiony 17. 01. 1942                        |
| Lively (G40)                          | 20. 12. 1938, Cammel       | 29. 01. 1941   | 21. 07. 1941      | zatopiony 11. 05. 1942                        |
| Lance (G87)                           | 01. 03. 1939, Yarrow       | 28. 11. 1940   | 13. 05. 1941      | uszkodzony 9. 04. 1942, wycofany 1944         |
| Uzbrojenie oryginalne (6 x 120 mm)    |                            |                |                   |                                               |
| Lightning (G55)                       | 15. 11. 1938, Hawthorn     | 22. 04. 1940   | 18. 05. 1941      | zatopiony 12. 03. 1943                        |
| Laforey (G99)                         | 01. 03. 1939, Yarrow       | 15. 02. 1941   | 21. 08. 1941      | zatopiony 30. 3. 1944                         |
| Lookout (G32)                         | 23. 11. 1938, Scotts       | 04. 11. 1940   | 30. 01. 1942      | wycofany 1948                                 |
| Loyal (G15)                           | 23. 11. 1938, Scotts       | 08. 10. 1941   | 31. 10. 1942      | wycofany 1948                                 |
| Typ M                                 |                            |                |                   |                                               |
| Marne (G35)                           | 23. 10. 1939, Parsons      | 30. 10. 1940   | 02. 12. 1941      | → Turcja 1959 Mareşal Fevzi Çakmak, wyc. 1971 |
| Martin (G44)                          | 23. 10. 1939, Vickers      | 12. 12. 1940   | 04. 04. 1942      | zatop. 10. 11. 1942                           |
| Milne (G14)                           | 24. 01. 1940, Scotts       | 30. 12. 1941   | 06. 08. 1942      | → Turcja 1957 Alp Arslan, wyc. 1971           |
| Musketeer (G86)                       | 07. 12. 1939, Fairfield    | 02. 12. 1941   | 18. 09. 1942      | wycof. 1955                                   |
| Orkan * (G90)                         | 07. 12. 1939, Fairfield    | 02. 03. 1942   | 18. 11. 1942      | → Polska 1942, zatopiony 8. 10. 1943          |
| Matchless (G52)                       | 14. 09. 1940, Stephens     | 04. 09. 1941   | 28. 02. 1942      | → Turcja 1957 Kilic Ali Pasha, wyc. 1971      |
| Meteor (G73)                          | 14. 09. 1940, Stephens     | 03. 11. 1941   | 12. 08. 1942      | → Turcja 1959 Piyale Pasha, wyc. 1972         |
| Mahratta * (G23)                      | 21. 01. 1940, Scotts       | 28. 07. 1942   | 08. 04. 1943      | zatop. 25. 02. 1944                           |

* – na etapie budowy „Gurkha” nosił nazwę „Larne”, „Orkan” – „Myrmidon”, a „Mahratta” – „Marksman”.

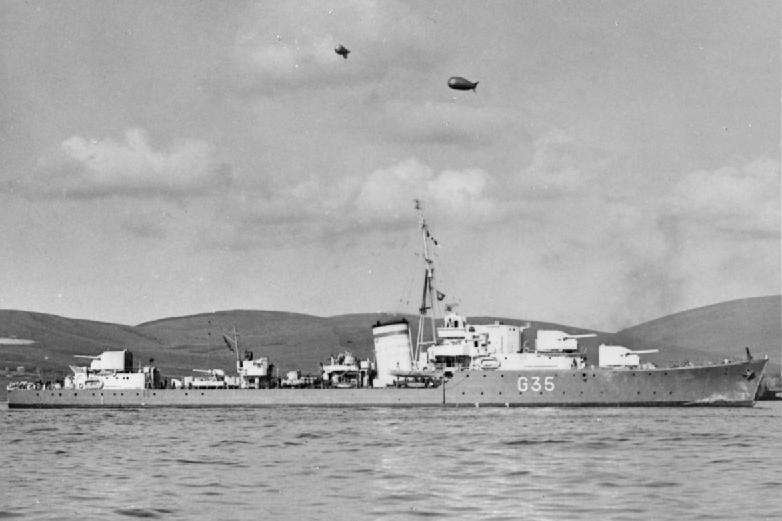
HMS „Marne”

## Opis konstrukcji, modernizacje, ocena
Niszczyciele typów L/M powtarzały konstrukcję i architekturę typów J/K/N, ich kadłub został jedynie nieco wydłużony w części dziobowej i poszerzony. Miały taką samą sylwetkę, oprócz tego, że trzy podwójne stanowiska dział zostały zastąpione przez większe wieże. Ponadto, bardziej zabudowana została przestrzeń między kominem a nadbudówką dziobową, co wszystko nadawało nowym niszczycielom cięższy wygląd i mniej proporcjonalną sylwetkę. Kadłub miał podniesiony, lekko wznoszący się pokład dziobowy, na ok. 40% długości kadłuba. Rufa była zaokrąglona w rzucie z góry, z pionową stewą. Dwupiętrowa nadbudówka dziobowa była standardowego kształtu dla brytyjskich niszczycieli począwszy od typu I – niska, opływowa, ze zwężającą się klinowo przednią ścianą, ściętą skośnie u góry (typ Admiralicji), ale była masywniejsza, gdyż jej górna skośna krawędź była bardziej zbliżona do poziomu, z uwagi na wysoką wieżę. Górne piętro mieściło w przedniej części sterówkę, a za nią odkryty pomost bojowy, dolne piętro było wydłużone i stała na nim wieża dział. Za nadbudówką znajdował się uskok pokładu i główny maszt trójnożny, a dalej pojedynczy, szeroki, lekko pochylony komin. Okręty miały siłownię w układzie liniowym (od dziobu: dwie kotłownie i maszynownia), bardziej podatnym na uszkodzenia bojowe, podobnie jak inne brytyjskie niszczyciele. 

### Uzbrojenie
Niszczyciele typów L/M miały silne uzbrojenie artyleryjskie, składające się z 6 dział kalibru 120 mm Mk XI w dwudziałowych wieżach Mk XX (określanych też w literaturze jako zakryte podstawy, gdyż nie zajmowały miejsca pod pokładem). Stanowiska dział umieszczone były na pokładzie dziobowym (oznaczenie A) i nadbudówce dziobowej (B) oraz na niewielkiej nadbudówce rufowej (X), tak samo jak w typach J/K/N. Działa były nowej konstrukcji, o większej długości lufy, niż w poprzednich brytyjskich niszczycielach (L/50) i większym kącie podniesienia (był to jedyny typ okrętów uzbrojonych w te działa). Strzelały też cięższymi pociskami, przez co były bardziej skuteczne w zwalczaniu celów nawodnych i naziemnych. Mimo określenia jako uniwersalne, nie były one jednak dobrze dostosowane do ognia przeciwlotniczego z uwagi na maksymalny kąt podniesienia, który wynosił jedynie 50°. Amunicja była dostarczana spod pokładu przez donośnik umieszczony w osi wieży, co pociągało za sobą, z uwagi na zastosowanie ładowania ręcznego, charakterystyczny szeroki rozstaw dział w wieży. Masa jednej wieży wynosiła 34 t (o 8 ton więcej, niż podstaw dwudziałowych w typie J/K/N). 

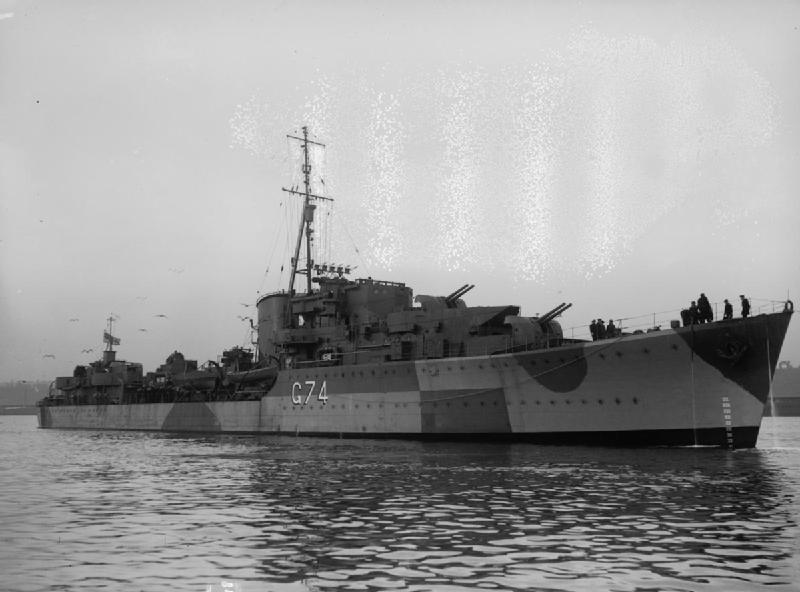
HMS „Legion” ze zmodyfikowanym uzbrojeniem

Z powodu opóźnień w budowie nowych dział, cztery pierwsze niszczyciele typu L („Gurkha”, „Lance”, „Legion” i „Lively”) ukończono z prowizorycznym uzbrojeniem w postaci 8 dział uniwersalnych 102 mm Mk XVI w dwudziałowych stanowiskach Mk XIX, chronionych maskami przeciwodłamkowymi. Dwa dziobowe stanowiska umieszczono na miejscu wież, natomiast na rufie, dzięki mniejszej ich masie, przedłużono nadbudówkę i zamontowano oba na nadbudówce, z jej przodu i tyłu. Pomiędzy nimi na pokładzie nadbudówki znajdowało się pomieszczenie obsługi. Dodatkowo wszystkie stanowiska dział otaczały niewysokie osłony. Dzięki kątowi podniesienia dział 80° i większej szybkostrzelności, niszczyciele te nadawały się znacznie lepiej do celów osłony przeciwlotniczej (warto zauważyć, że taki sam zestaw uzbrojenia głównego otrzymała ORP „Błyskawica” po modernizacji). Przy tym okręty te miały też silniejsze uzbrojenie torpedowe i przeciwpodwodne.
Z powodu cięższego uzbrojenia głównego, zmniejszono w stosunku do typu J/K/N planowane uzbrojenie torpedowe do 8 wyrzutni, w dwóch czterorurowych aparatach, na pokładzie w osi podłużnej okrętu (było ono typowe dla niszczycieli tego okresu). Między aparatami znajdowała się mała nadbudówka z platformą reflektora, kryjąca ciągi wentylacyjne maszynowni. Pomimo posiadanego nominalnie uniwersalnego uzbrojenia, jeszcze w trakcie budowy zastąpiono jednak rufowy aparat torpedowy przez pojedyncze działo przeciwlotnicze 102 mm, podobnie jak na innych brytyjskich niszczycielach, zmniejszając liczbę wyrzutni do 4. Jedynie pierwsza seria czterech okrętów typu L, z uzbrojeniem z dział 102 mm, zachowała oba aparaty torpedowe. Dopiero w drugiej połowie wojny, z uwagi na słabą skuteczność pojedynczego działa 102 mm, na ocalałych okrętach „Milne”, „Mahratta”, „Matchless”, „Meteor”, „Marne”, „Musketeer”, „Loyal” i „Lookout” zastąpiono to działo przez drugi aparat torpedowy.
Uzbrojenie przeciwpodwodne ogółu okrętów było stosunkowo słabe, w postaci 1 zrzutni na 6 bomb i 2 miotaczy bomb głębinowych – jak w typie J, lecz z większym zapasem 45 bomb. Jedynie cztery pierwsze okręty typu L, dzięki mniejszej masie dział, otrzymały bardzo silne uzbrojenie przeciwpodwodne w postaci 2 zrzutni i 8 miotaczy dla 110 bomb głębinowych. Wszystkie okręty wyposażone były w hydrolokator Asdic. 
Lekkie uzbrojenie przeciwlotnicze było takie samo jak w typie J/K/N, składające się z poczwórnej armaty 40 mm „pom-pom” i dwóch poczwórnych wkm-ów na skrzydłach nadbudówki dziobowej. Armata 40 mm umieszczona była na małej nadbudówce za kominem (kryjącej ciągi wentylacyjne tylnej kotłowni) i dysponowała szerokim polem ostrzału w poziomie, ale była umiarkowanie skuteczna. W toku wojny uzbrojenie to stało się niewystarczające i okręty już wchodziły do służby z dodanymi dwoma działkami Oerlikon 20 mm po bokach platformy reflektora, a okręty z działami 120 mm – jeszcze z dwoma podwójnymi wkm-ami Vickers 12,7 mm na pokładzie rufowym. Od końca 1942 zamieniano mało skuteczne wkm-y na dalsze dwa działka 20 mm, a w latach 1943-1944 ich liczba wzrastała do 6-10, w większości na podwójnych podstawach Oerlikon Mk V. 
W systemie kierowania ogniem po raz pierwszy w niszczycielach brytyjskich zastosowano stanowisko kierowania ogniem połączone z dalmierzem, w wieży na nadbudówce dziobowej, wyposażone nadto w radar artyleryjski Type 285 (stanowisko HA/LA Director Mk IV Type TP). Stanowisko to jednak nie okazało się zbyt udane. Lepszy okazał się lżejszy uniwersalny dalmierz przystosowany do celów kierowania ogniem (Rangefinder-Director), w jaki wyposażono niszczyciele I serii typu L.  

### Ocena
Niszczyciele typu L/M stanowiły średnio udany projekt, mając w praktyce niewiele większe możliwości bojowe od okrętów typu J/K/N (nieco większa siła ognia przeciw celom nawodnym i pewne ograniczone możliwości zwalczania samolotów na średnich i dużych dystansach). Były jednak od nich bardziej skomplikowane i droższe, a ich budowa trwała dłużej, co było istotnym czynnikiem w obliczu sporych strat niszczycieli w pierwszym okresie wojny. Część później rozpoczętych niszczycieli typu N zdołała wejść do służby przed częścią okrętów typu L, a większość później rozpoczętych okrętów typów O/P przed większością typu M. Paradoksalnie, bardziej udane okazały się okręty I serii typu L, uzbrojone prowizorycznie w 8 dział 102 mm, których liczba i szybkostrzelność kompensowała mniejszy kaliber. Były one lepsze w roli przeciwlotniczej i przeciwpodwodnej i miały silniejsze uzbrojenie torpedowe. Mimo że do starć z dużymi okrętami nawodnymi, kiedy znaczenie miałby większy kaliber dział, dochodziło rzadko, brytyjska Admiralicja jednak była przeciwna uzbrajaniu niszczycieli w działa takiego małego kalibru, poza wyjątkami spowodowanymi trudnościami wojennymi. 

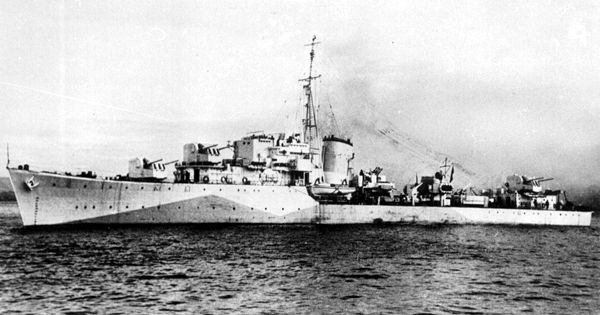
ORR „Orkan”

## Skrócone losy okrętów
Niszczyciele typów L i M, wchodząc do służby od 1941 roku, były intensywnie wykorzystywane przez marynarkę brytyjską Royal Navy podczas wojny, zwłaszcza na Morzu Śródziemnym. Tylko jeden został przekazany podczas wojny innej marynarce – polski ORP „Orkan”. Niszczyciele tych typów poniosły ciężkie straty podczas wojny – łącznie utracono 10, z tego pięć w 1942 (w tym „Lance” ciężko uszkodzony), dwa w 1943 (w tym ORP „Orkan”) i trzy w 1944 (w tym ciężko uszkodzony „Loyal”). Wojnę przetrwało 6, z czego 4 przekazano w latach 1957-59 Turcji. 
Główną przyczyną strat były niemieckie okręty podwodne, które zatopiły: „Gurkha” (U-133, 17 stycznia 1942 u wybrzeży Libii), „Martin” (U-431, koło Algieru 10 listopada 1942), ORP „Orkan” (U-378, koło Islandii 8 października 1943), „Mahratta” (U-956, 25 lutego 1944 na Morzu Barentsa) oraz „Laforey” (U-223, koło Sycylii 30 marca 1944). Lotnictwo zatopiło „Lively” 11 maja 1942 koło Sollum i „Legion” 23-26 marca 1942 koło Malty oraz ciężko uszkodziło „Lance” 5 i 9 kwietnia 1942 w doku na Malcie, na skutek czego został wycofany. „Lightning” został zatopiony przez włoski kuter torpedowy koło Algieru 12 marca 1943, a „Loyal” ciężko uszkodzony na minie 12 października 1944 u wybrzeża Włoch i nie naprawiony.